# جنیس برمنر
جنیس برمنر (انگلیسی: Janice Bremner؛ زادهٔ ۱۵ ژوئیهٔ ۱۹۷۴) ورزشکار شنای موزون اهل کانادا است.
وی در مسابقات کشوری و بین‌المللی در مجموع برندهٔ ۳ مدال نقره شده‌است.